# IG Watteeuw International
IG Watteeuw International (IGW), voorheen Mechanische Constructie Watteeuw, is een Belgische onderneming.

## Historiek
Het tandwielbedrijf werd in 1949 opgericht door Fons Watteeuw in een landelijke schuur. Hij werd daarbij gesteund door zijn vader Henri, die leraar mechanica was en schrijver van verschillende technische leerboeken. Het bedrijf zou uitgroeien tot een multinational. Industrial Gear Watteeuw (IGW) is actief in vijf landen (België, Tsjechië, Roemenië, de Verenigde Staten en China) en telt meer dan 1000 werknemers. Sinds 1992 maakt het deel uit van de BMT-groep.
Het bedrijf opende in 2009 de 'Henri Watteeuw Academy', een kenniscentrum voor tandwielproductie.